# Liste der israelischen Botschafter in Deutschland
Die Liste der israelischen Botschafter in Deutschland bietet einen Überblick über die Leiter der israelischen diplomatischen Vertretung in der Bundesrepublik Deutschland seit der Aufnahme diplomatischer Beziehungen im Jahr 1965 bis heute.

## Botschafter
| Amtszeit   | Name                   | Anmerkung   |
| ---------- | ---------------------- | ----------- |
| 1965–1969  | Asher Ben-Natan        | Botschafter |
| 1970–1974  | Eliashiv Ben-Horin     | Botschafter |
| 1974–1981  | Yohanan Meroz          | Botschafter |
| 1981–1988  | Jitzhak Ben-Ari        | Botschafter |
| 1988–1993  | Benjamin Navon         | Botschafter |
| 1993–1999  | Avi Primor             | Botschafter |
| 1999–2001  | vakant                 |             |
| 2001–2007  | Schimon Stein          | Botschafter |
| 2007–2011  | Yoram Ben-Zeev         | Botschafter |
| 2012–2017  | Yakov Hadas-Handelsman | Botschafter |
| 2017–2022  | Jeremy Issacharoff     | Botschafter |
| 2022–heute | Ron Prosor             | Botschafter |

## Anmerkung
1. ↑  Ursprünglich war Jossi Katz als Botschafter vorgesehen, wurde dann jedoch wegen seiner Unerfahrenheit im diplomatischen Dienst nicht entsandt.